# Diacyclops abyssicola
Diacyclops abyssicola är en kräftdjursart som först beskrevs av Wilhelm Lilljeborg 1901.  Diacyclops abyssicola ingår i släktet Diacyclops, och familjen Cyclopidae. Arten är reproducerande i Sverige.